# Rhydycroesau
Rhydycroesau – wieś w Anglii, w hrabstwie Shropshire. Leży 31 km na północny zachód od miasta Shrewsbury i 255 km na północny zachód od Londynu.